# Carener de les Roques d'Aguilar
El Carener de les Roques d'Aguilar és una serra situada al municipi de Castellar del Vallès a la comarca del Vallès Occidental, amb una elevació màxima de 624 metres.